# Eva Pflug
Eva Pflug (Leipzig, 12 juni 1929 – Grünwald, 5 augustus 2008) was een Duise actrice en stemactrice.

## Biografie
Eva Pflug, geboren in Leipzig in 1929, was de dochter van de goudsmid Walter Pflug en zijn vrouw Gertrud Pflug-Thäle. Eva Pflug begon haar toneelcarrière in 1947 in haar geboorteplaats Leipzig. Na haar eerste speelfilm Der Rat der Götter (1950) werkte ze in 1958 samen met Curd Jürgens in Helmut Käutners Der Schinderhannes. Pflug kreeg toen meer aandacht met de eerste Edgar Wallace-film Der Frosch mit der Maske (1959) uit de naoorlogse periode. Daarin zong ze als gekke nachtclubzangeres het nummer Nachts im Nebel an der Themse, gecomponeerd door Karl Bette (tekst: Theo Maria Werner en Hans Billian). Je kon haar eigen stem echter niet horen, die werd nagesynchroniseerd door een niet genoemde zangeres. Drie jaar later verscheen Pflug in de legendarische Durbridge-kaskraker Das Halstuch (1962). Ze had ook belangrijke bijrollen in de Durbridge-films Tim Frazer - Der Fall Salinger (1964) en Wie ein Blitz.
Eva Pflug had haar eerste hoofdrol in de televisieserie Slim Callaghan greift ein in 1964. Aan de zijde van Viktor de Kowa speelde ze de secretaresse Steffi in de misdaadserie.
Na verdere gastrollen in televisieseries zoals Die fünfte Kolonne en Das Kriminalmuseum, kreeg Pflug de rol die haar in één klap landelijk bekend maakte: ze belichaamde de rol van Tamara Jagellovsk in de eerste Duitse sciencefiction-televisieserie Raumpatrouille - Die Fantastischen Abenteuer des Raumschiff Orion (1966). In deze rol werd ze enerzijds een idool van vrouwenemancipatie, anderzijds werd ze door haar opvallende vertolking voortaan vermeden door televisieproducenten. De serie betekende ook het einde van haar filmcarrière. Haar bewering dat ze nooit een emancipatie was geweest, hielp haar niet.
Daarna kreeg ze slechts af en toe een bijrol in televisieseries, zoals in Graf Yoster gibt sich die Ehre, Dem Täter auf der Spur, Okay S.I.R., Der Kommissar, Notarztwagen 7, Ein Fall für Zwei en een paar anderen. Eva Pflug nam daarna weer optredens op het podium op en trad op in Bazel, München, Keulen, Frankfurt am Main en Berlijn, evenals op festivals in Heppenheim, Jagsthausen en Ettlingen.
Gedurende deze tijd speelde ze de vrouwelijke hoofdrol in verschillende klassiekers. Deze omvatten o.a. Gretchen in Goethes Faust en Marthe Rull in Kleists Der zerbrochne Krug. In 1986 ontving ze de Grote Prijs van Bad Hersfeld (Bad Hersfeld Festival) voor haar rol in Brechts Mutter Courage. Ze speelde ook in Shaws Die heilige Johanna en in de toneelstukken van William Shakespeares Ein Sommernachtstraum en Was ihr wollt.
Tussen 1980 en 1985 stond ze ongeveer 700 keer op het podium met Paul Hubschmid in tabloidcomedy's. Haar nasynchronisatiestem werd ook beroemd door Julie Christie (Dr.Schivago), Ursula Andress, Anne Bancroft (The Graduate), Eva Marie Saint in Alfred Hitchcocks North by Northwest en Susan Flannery (Stephanie Forrester) in de serie The Bold and the Beautiful.

## Overlijden
Eva Pflug werd op 5 augustus 2008 dood aangetroffen in haar appartement. Hartfalen werd vermoed de doodsoorzaak te zijn. Ze werd in een kleine groep begraven op de bosbegraafplaats van Grünwald.

## Filmografie
- 1950: Der Rat der Götter, DEFA-productie
- 1950: Die Dritte von rechts
- 1951: Die Csardasfürstin
- 1953: Unter den Sternen von Capri
- 1956: Manöverball
- 1958: Gestehen Sie, Dr. Corda!
- 1958: Der Schinderhannes
- 1959: Der Frosch mit der Maske (Edgar-Wallace-Film)
- 1960: Die Botschafterin
- 1960: Ich schwöre und gelobe
- 1961: Bis zum Ende aller Tage
- 1962: Das Halstuch (Francis-Durbridge-miniserie)
- 1962: Zahlungsaufschub
- 1963: Ein Todesfall wird vorbereitet (tv-film)
- 1964: Slim Callaghan greift ein (tv-serie)
- 1964: Lydia muss sterben (tv-film)
- 1964: Tim Frazer – Der Fall Salinger (Durbridge-miniserie)
- 1964: Die Diamantenhölle am Mekong
- 1964: Das Kriminalmuseum – Der Schlüssel (tv-serie)
- 1964: Die fünfte Kolonne – Schattenspiel (tv-serie)
- 1965: Frühstück mit Julia
- 1966: Raumpatrouille – Die phantastischen Abenteuer des Raumschiffes Orion (tv-serie, 7 afleveringen)
- 1967: Geheimnisse in goldenen Nylons (Deux billets pour Mexico)
- 1967: Entscheidung
- 1969: Liebe, Love, l'Amour
- 1970: Wie ein Blitz (Durbridge-Film)
- 1970: Der Minister und die Ente
- 1970: Die Kriminalerzählung (tv-serie)
- 1972: Dem Täter auf der Spur – In Schönheit sterben
- 1974: Die Antwort kennt nur der Wind (volgens Johannes Mario Simmel)
- 1974: Der Kommissar aflevering 76: Sein letzter Coup
- 1974: Okay S.I.R. – Einspielungen
- 1975: Motiv Liebe – Heimkehr
- 1976: Tatort – Kassensturz
- 1976: Notarztwagen 7
- 1976: Eurogang – Der Helfer
- 1981: Ein Fall für zwei – Die große Schwester
- 1981: Ein zauberhaftes Biest
- 1993: Zwei Halbe sind noch lange kein Ganzes
- 1996: Kurklinik Rosenau (tv-serie, 3 afleveringen)
- 1998: Die Menschen sind kalt
- 2000: Vom Küssen und vom Fliegen
- 2000: Alarm für Cobra 11 – Die Autobahnpolizei
- 2001: Dich schickt der Himmel
- 2002: Morgen träumen wir gemeinsam (volgens Rosamunde Pilcher)
- 2002: Und tschüss Ihr Lieben
- 2003: Die Kommissarin – Das Attentat
- 2003: Raumpatrouille Orion – Rücksturz ins Kino
- 2004: Lockruf der Vergangenheit – Barbara Wood
- 2004: Tatort – Nicht jugendfrei
- 2006: Rose unter Dornen
- 2008: 1:0 für das Glück
- 2009: Bleib bei mir

## Spreekrollen

### Films
- 1965: Das zehnte Opfer voor Ursula Andress als Caroline Meredith
- 1965: Der Blaue Max voor Ursula Andress als Gräfin Kaeti von Klugermann
- 1967: Casino Royale voor Ursula Andress als Vesper Lynd/007
- 1968: Stern des Südens voor Ursula Andress als Erica Kramer
- 1970: Treffpunkt London Airport voor Ursula Andress als Lady Britt
- 1994: I Love Trouble – Nichts als Ärger voor Olympia Dukakis als Jeannie, Petersons secretaresse
- 2005: Ein Königreich für ein Lama 2 – Kronks großes Abenteuer voor Eartha Kitt als Yzma

### Series
- 1967: Solo für O.N.C.E.L. voor Antoinette Bower als Deliah Davro
- 1973: Raumschiff Enterprise voor Antoinette Bower als Sylvia
- 1987: Der unglaubliche Hulk voor June Allyson als Dr. Kate Lowell
- 1987: Falcon Crest voor Eve Arden als Lillian Nash
- 2006–2008: Kuzco's Königsklasse voor Eartha Kitt als Yzma / Direktorin Amzy